# TY Гончих Псов
TY Гончих Псов (лат. TY Canum Venaticorum) — одиночная переменная звезда в созвездии Гончих Псов на расстоянии приблизительно 9769 световых лет (около 2995 парсек) от Солнца. Звёздная величина диапазона CV звезды — от +13,93m до +12,96m.
Открыта Николаем Ефимовичем Курочкиным в 1959 году*.

## Характеристики
TY Гончих Псов — жёлто-белая пульсирующая переменная звезда типа RR Лиры (RRAB) спектрального класса F. Радиус — около 4,73 солнечного, светимость — около 27,992 солнечной. Эффективная температура — около 6138 K.